# Svetoslav Malinov
Svetoslav Hristov Malinov (en bulgare : Светослав Христов Малинов) , né le 19 janvier 1968 à Stanke Dimitrov (Bulgarie), est un politologue, traducteur et homme politique bulgare. 
Il est un membre fondateur des Démocrates pour une Bulgarie forte (DSB).